# عبيد كرومي
 عبيد أماني كرومي (1905- 7 أبريل 1972) أول رئيس لزنجبار. نال هذا اللقب بعيد ثورته التي قادها لإنهاء السلطنة الزنجبارية في يناير 1964، وبعدها بثلاثة أشهر أقام وحدة مع تنجانيقا مؤسسا جمهورية تنزانيا ليصبح أول نائب رئيس جمهورية تنزانيا المتحدة بجانب الرئيس جوليوس نيريري التنجانيقي. وهو والد رئيس زنجبار الحالي: أماني عبيد كرومي.

## بداية حياته
إدّعى كرومي أنه ولد في قرية مويرا سنة 1905، وتلقّى القليل من التعليم الرسمي ثم عمل كبحار قبل دخوله معترك السياسة. ثم غادر زنجبار في سنوات حياته الأولى متنقلا بين عدة أماكن في العالم حتى وصوله لندن حيث اكتسب فهما في الجغرافيا السياسية والشئون الدولية خلال لقاءاته مع المفكرين الأفارقة مثل كاموزو باندا من المالاوي. وقد طوّر كرومي قدرته للسيطرة خلال توسع الحزب الأفروشيرازي وتقوية علاقاته مع حزب تانو التنجانيقي.

## الثورة في زنجبار
بعد فوز حزب زنجبار الوطني وشريكه الأصغر حزب شعب زنجبار وبمبا الانتخابات بتاريخ 10 ديسمبر 1963 منحت المملكة المتحدة الاستقلال التام لزنجبار، وجعلت نظام الحكم فيها ملكي دستوري. وقد أعطت نتائج الانتخابات الحزب الوطني أن يهيمن على الحكم، ومع أن حزب كرومي الأفروشيرازي نال أغلبية ضئيلة من إجمالي الأصوات. وقد كان كرومي على استعداد للعمل ضمن الإطار الانتخابي للحكومة الجديدة، ولكن في الواقع كان قد أبلغ الضابط البريطاني بنيّته القيام بثورة في شهر يناير.
في ليلة الثورة -12 يناير 1964- لم يكن كرومي موجودا في زنجبار بل كان في البر الأفريقي. وكان المحرض على التمرد وقائدها هو شخص مغمور من أوغندا واسمه جون أوكيلو. وكانت الثورة عنيفة وقصيرة وقد انتصر فيها الثوار، ومن نتائجها مقتل الآلاف من سكان زنجبار ومعظمهم من العرب الزنجباريين مقابل عدد قليل نسبيا من القتلى الثوار. أنهت تلك الثورة ما يقرب من 500 عاما من سيطرة العرب على الجزيرة، وقضت على آخر ما تبقّى من الرق التي كانت رائجة في الزمن الماضي.

## الصراع على السلطة
بعد أن أحكم أوكيلو السيطرة على الجزيرة دعا عبيد كرومي العودة ليتسلم منصب الرئاسة. كما دعا زنجباريين آخرين كانوا خارج البلد، ومن أبرزهم السياسي الماركسي عبد الرحمن محمد بابو والذي عُيِّن في المجلس الثوري. كما أعطى جون أوكيلو لنفسه لقب «المشير»، وهو منصب غير معروف في الجيش. وخلال الثلاث أشهر التالية حصل صراع داخلي مرير على السلطة.
استخدم كرومي نفوذه ومهاراته السياسية لجعل زعماء البلدان الأفريقية المجاورة يصطفون ضد أوكيلو، وقد دعا رجال شرطة تنجانيقا للحفاظ على النظام في زنجبار. وما أن غادر أوكيلو في رحلة خارج البلاد حتى أعلن كرومي أنه «عدو للدولة» ولم يسمح له بالعودة. وطلب من الشرطة التنجانيقية سحب أسلحة عصابات أوكيلو التي لم تُبدِ أي نوع من المقاومة.
ثم أتى كرومي بثاني خطوة سياسية مهمة عندما وافق على تشكيل اتحاد مع الرئيس التنجانيقي جوليوس نيريري في أبريل 1964. وكفل هذا الاتحاد بالبلد الجديد المسمى تنزانيا أن لن ينضم إلى الاتحاد السوفياتي أو الكتلة الشيوعية مثلما طالب بها عبد الرحمن بابو. ونظرا للشرعية جديدة لحكومة كرومي (تمثل في حصوله على دعم قوي من البر التنجانيقي) فقد همش كرومي بابو إلى درجة أن أخرجه من الأمر كله. فاضطر الزعيم الماركسي في نهاية الأمر إلى الفرار من تنزانيا بعد اتهامه بتدبير اغتيال كرومي سنة 1972.

## اغتياله
اُغتيل كرومي في أبريل 1972 بمدينة زنجبار، قتله أربع رجال مسلحين عندما كان يلعب لعبة الباو [الإنجليزية] في مقر حزبه الحزب الأفروشيرازي على يد الضابط محمود على سيف شقيق إحدى زوجاته من أصل عربي، فاقتص من أشخاص كان يشتبه بهم أنهم من معارضي نظام كرومي.
ويحكم زنجبار حاليا الرئيس أماني عبيد كرومي ابن عبيد كرومي حيث انتخب سنة 2000 و 2005 بالأغلبية.
| المناصب السياسية | المناصب السياسية                    | المناصب السياسية     |
| ---------------- | ----------------------------------- | -------------------- |
| سبقه لا أحد      | قائمة نائب رئيس تنزانيا 1964 – 1972 | تبعه مويني عبود جمبو |